# فيكرز فينوم
فيكرز فينوم المعروف بطراز 279 (Vickers Type 279 Venom، السم) طائرة بجناح منخفض أحادية السطح ومقعد واحد، محرك شعاعي واحد ومزودة بثمانية بنادق مقاتلة. كانت سريعة المناورة ولكن محركها يفتقر إلى قوة. بنيت طائرة واحدة فقط.

## المواصفات
مصدر البيانات: Vickers Aircraft since 1908
الخصائص العامة
- طاقم العمل: one
- الطول: 24 قدم 2 إنش (7.48 م)
- طول الجناح: 32 قدم 9 إنش (9.98 م)
- الأرتفاع: 10 قدم 9 إنش (3.00 م)
- منطقة الجناح: 146 قدم2 (13.56 م2)
- الوزن الإجمالي: 4,156 رطل (1,885 كجم)
- المحرك: 1 × Bristol Aquila AE-3S 9-cylinder sleeve valve radial, 625 حصان (466 كيلو وات) لكل

الأداء
- السرعة القصوى: at 16,500 ft (5,030 m) 312 ميل/ساعة (502 كم/س)
- الحد الأقصى للخدمة: 32,000 قدم (9,760 م)
- معدل الصعود: 3,000 قدم / دقيقة (15.2 م/ث)

التسليح
- 8×0.303 in (7.7 mm) Browning machine guns

## وصلات خارجية
- جاك Trempe جمع رقم 1960. فيكرز 279, طائرة الصورة العرض (APS) الصورة رقم 1434 السم (س-10)
- رحلة 1936المعاصرة التقارير